# Vitkost (krilo)
Vitkost krila (ang. Aspect Ratio) je razmerje med razponom krila in njegovo srednjo tetivo. Tetiva je razdalja med sprednjim in zadnjim koncem krila. Tetiva krila se sicer od korena krila (kjer je pritrjeno na letalo) do konca spreminja, zato se za računanje vitkosti uporablja t. i. srednja tetiva, ki je enaka tetivi krila s pravokotnim tlorisom enake površine obravnavanemu krilu.
Računanje vitkosti:
{\displaystyle \Lambda ={\frac {b}{t}}={\frac {b^{2}}{A}}}
kjer so
- {\displaystyle b}: razpon krila
- {\displaystyle t}: srednja tetiva
- {\displaystyle A}: površina "planforme" krila

Pri nekaterih izvedbah zakrilc (flapov) se z njihovim izvlečenjem lahko zmanjša vitkost krila, ker se spremeni tetiva krila, ne spremeni pa se njihov razpon. Nekatera letala imajo gibljiva krila, ki spreminajo naklon in s tem tudi svojo vitkost. 
Podoben termin, ki se sme mešati z vitkostjo je jadralno število (ang. Glide Ratio, fr. Finesse). Jadralno število je razmerje med preleteno razdaljo na enoto izgubljene višine v jadralnem letu (brez motorja). Sta pa vitkost in jadralno število povezana (razen nekaterih izjem, po navadi nepraktičnih), saj večja vitkost kril pomeni manjši inducirani zračni upor, kar izboljša fineso. Jadralna letala z visoko vitkostjo imajo veliko jadralno število (40-60), raketoplan Space Shuttle z nizko vitkostjo nizko jadralno število (4,5), reaktivno potniško letalo pa jadralno število okrog 12. Visokohitrostna lovska letala z nizko vitkostjo imajo tudi zelo majhna jadralna števila.

## Zanimivost
Ptice imajo možnost spreminjanja oblike krila in s tem njegove vitkosti. Ptice, ki letijo na dolge razdalje imajo po navadi visoko vitka krila (visok razpon), orel pa ima nizko vitkost za večjo manevrirnost.